# Hai to Gensou no Grimgar
Hai to Gensou no Grimgar (灰と幻想のグリムガル) é uma série japonesa de light novel escrita por Ao Jūmonjie e ilustrada por Eiri Shirai. Uma adaptação para mangá da série começou em 2015 e de anime estreou em 10 de fevereiro de 2016.

## Light novel
As light novels foram escritas por Ao Jūmonji e ilustradas por Eiri Shirai, e estão sendo publicadas pela Overlap Bunko. O primeiro volume foi publicado em 2013.

## Mangá
Uma adaptação para mangá de Mutsumi Okubashi começou a ser publicada pela revista da Square Enix, Gangan Joker, em 22 de abril de 2015.

## Anime
Uma série de anime foi escrita e dirigida por Ryosuke Nakamura e produzida pelo estúdio A-1 Pictures. Mieko Hosoi atuou como designer de personagens. As músicas de abertura, "Knew day", e de encerramento, "Harvest", foram feitas pela banda (K)NoW_NAME. O anime começou a ser transmitido nas emissoras AT-X, Tokyo Metropolitan Television, Nippon BS Broadcasting, e Asahi Broadcasting Corporation em 11 de janeiro de 2016.